# 橋本篤郎
橋本 篤郎（はしもと あつろう、1998年2月24日 - ）は、熊本県葦北郡芦北町出身の元プロ野球選手（投手）。左投左打。プロでは育成選手であった。
登録名と表記は2015年12月23日までは、山下 篤郎（やました あつろう）であったが、同日以降は本人の申し出により橋本 篤郎（はしもと あつろう）と変更された。

## 経歴

### プロ入り前
鎮西高等学校では2年春から一塁手兼投手として活躍。同校は第86回選抜高等学校野球大会に出場するも、自身はインフルエンザにより登録選手に選ばれなかった。3年次はエース、4番打者、野球部主将を務めた。
2015年10月22日に行われたプロ野球ドラフト会議において、読売ジャイアンツから育成選手ドラフト6巡目で指名され入団した。

### 巨人時代
2016年と2017年は主に三軍でのプレーし、二軍公式戦（イースタン・リーグ）での登板はなかった。
2018年は二軍公式戦1試合に登板し、0勝0敗、防御率2.25という成績だった。また三軍戦13試合に登板し、5勝3敗、防御率1.20という成績だった。10月31日に育成選手契約の規定により自由契約公示されたが、育成選手として再契約を行った。
2019年は二軍公式戦4試合に登板し、0勝0敗、防御率3.18という成績だった。また三軍戦13試合に登板し、3勝2敗、防御率2.33という成績だった。10月31日に育成選手契約の規定により自由契約公示されたが、育成選手として再契約を行った。
2020年は二軍公式戦での登板はなく、三軍戦の登板も1試合に終わった。11月2日、戦力外通告が公示された。

### 現役引退後
巨人退団後は熊本赤十字病院の軟式野球部で内野手としてプレーを続けている。

## 選手としての特徴
最速144km/hの速球と落差の大きいカーブが特徴の左腕。

## 詳細情報

### 年度別投手成績
- 一軍公式戦出場なし

### 背番号
- 020（2016年 - 2020年）